# Rally de Alemania de 2010
El Rally de Alemania de 2010, oficialmente 28. ADAC Rallye Deutschland, fue la 28.º edición y la novena ronda de la temporada 2010 del Campeonato Mundial de Rally. Se celebró del 19 al 21 de agosto en las cercanías de Renania-Palatinado, Tréveris y contó con un itinerario de diecinueve tramos sobre asfalto que sumaban un total de 407.31 km cronometrados.

## Itinerario y ganadores
| Día        | Tramo | Hora  | Tramo                    | Distancia | Ganador        | Tiempo  | Vel. media  | Líder rally    |
| ---------- | ----- | ----- | ------------------------ | --------- | -------------- | ------- | ----------- | -------------- |
| 1 (20 Aug) | SS1   | 09:43 | Ruwertal / Fell 1        | 24.01 km  | Sébastien Loeb | 13:54.2 | 103.62 km/h | Sébastien Loeb |
| 1 (20 Aug) | SS2   | 10:46 | Grafschaft Veldenz 1     | 23.09 km  | Sébastien Loeb | 13:29.5 | 102.69 km/h | Sébastien Loeb |
| 1 (20 Aug) | SS3   | 11:34 | Moselland 1              | 19.92 km  | Sébastien Loeb | 12:06.8 | 98.67 km/h  | Sébastien Loeb |
| 1 (20 Aug) | SS4   | 14:32 | Ruwertal / Fell 2        | 24.01 km  | Petter Solberg | 13:51.7 | 103.93 km/h | Sébastien Loeb |
| 1 (20 Aug) | SS5   | 15:35 | Grafschaft Veldenz 2     | 23.09 km  | Sébastien Loeb | 13:26.5 | 103.07 km/h | Sébastien Loeb |
| 1 (20 Aug) | SS6   | 16:23 | Moselland 2              | 19.92 km  | Dani Sordo     | 12:01.3 | 99.42 km/h  | Sébastien Loeb |
| 2 (21 Aug) | SS7   | 07:48 | Hermeskeil / Gusenburg 1 | 11.34 km  | Sébastien Loeb | 6:11.5  | 109.89 km/h | Sébastien Loeb |
| 2 (21 Aug) | SS8   | 08:31 | St. Wendeler Land 1      | 16.95 km  | Dani Sordo     | 9:10.3  | 110.89 km/h | Sébastien Loeb |
| 2 (21 Aug) | SS9   | 09:04 | Freisen / Westrich 1     | 16.68 km  | Sébastien Loeb | 9:55.7  | 100.80 km/h | Sébastien Loeb |
| 2 (21 Aug) | SS10  | 10:30 | Arena Panzerplatte 1     | 48.00 km  | Sébastien Loeb | 27:55.8 | 103.11 km/h | Sébastien Loeb |
| 2 (21 Aug) | SS11  | 14:43 | Hermeskeil / Gusenberg 2 | 11.34 km  | Petter Solberg | 6:11.3  | 109.95 km/h | Sébastien Loeb |
| 2 (21 Aug) | SS12  | 15:26 | St. Wendeler Land 2      | 16.95 km  | Dani Sordo     | 9:11.6  | 110.62 km/h | Sébastien Loeb |
| 2 (21 Aug) | SS13  | 15:59 | Freisen / Westrich 2     | 16.68 km  | Dani Sordo     | 9:59.2  | 100.21 km/h | Sébastien Loeb |
| 2 (21 Aug) | SS14  | 17:25 | Arena Panzerplatte 2     | 48.00 km  | Petter Solberg | 27:39.2 | 104.15 km/h | Sébastien Loeb |
| 3 (22 Aug) | SS15  | 07:28 | Dhrontal 1               | 22.58 km  | Petter Solberg | 14:44.2 | 91.93 km/h  | Sébastien Loeb |
| 3 (22 Aug) | SS16  | 08:03 | Moselwein 1              | 18.08 km  | Sébastien Loeb | 10:50.7 | 100.03 km/h | Sébastien Loeb |
| 3 (22 Aug) | SS17  | 10:36 | Dhrontal 2               | 22.58 km  | Petter Solberg | 14:36.9 | 92.70 km/h  | Sébastien Loeb |
| 3 (22 Aug) | SS18  | 11:11 | Moselwein 2              | 18.08 km  | Sébastien Loeb | 10:44.0 | 101.07 km/h | Sébastien Loeb |
| 3 (22 Aug) | SS19  | 13:03 | Circus Maximus Trier     | 4.37 km   | Kimi Räikkönen | 3:13.9  | 81.13 km/h  | Sébastien Loeb |

## Clasificación final

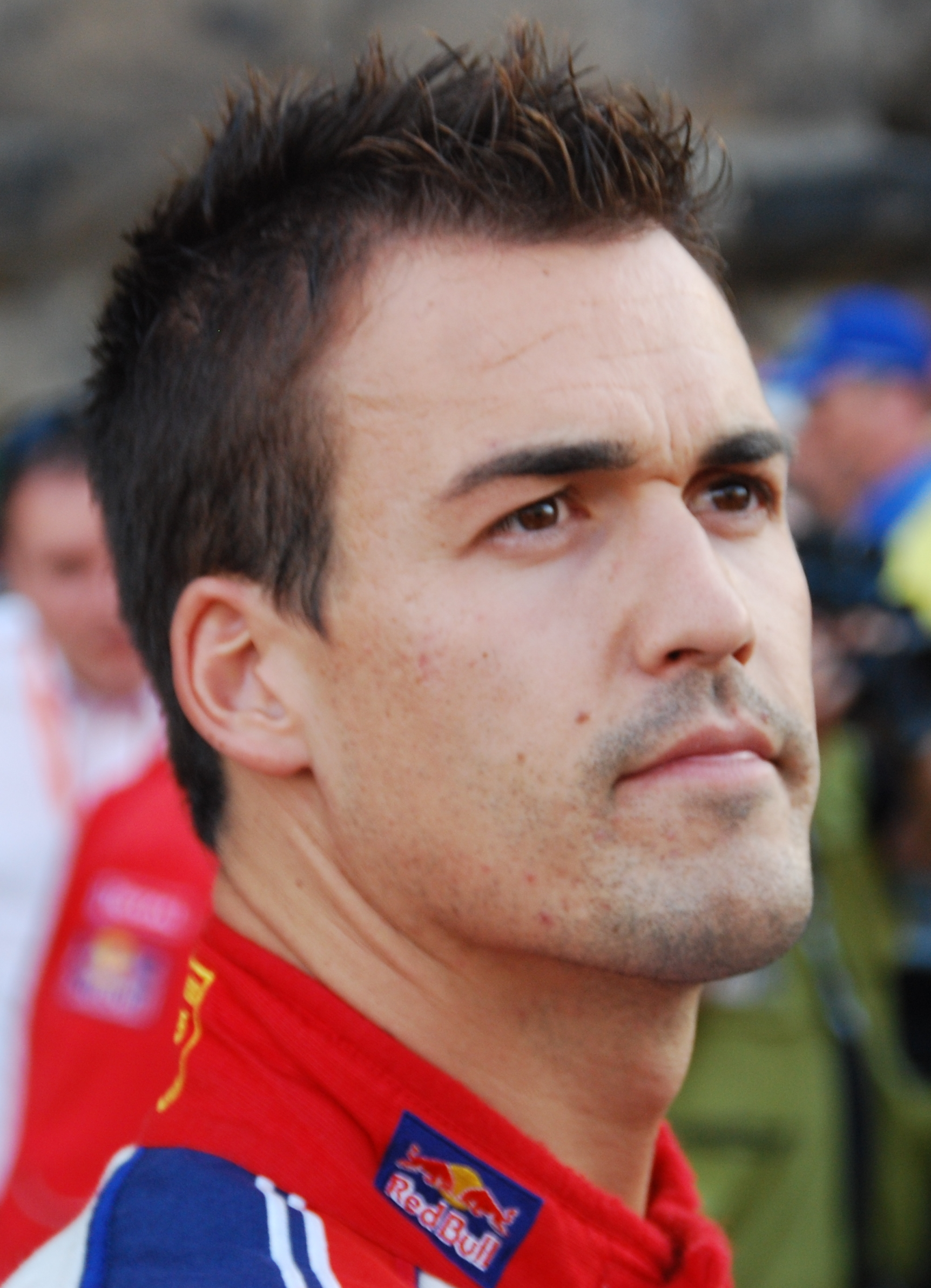
Dani Sordo, que estrenaba copiloto, Diego Vallejo, terminó segundo a casi un minuto de su compañero de equipo.

| Pos.     | Piloto                 | Copiloto                | Automóvil                 | Tiempo    | Diferencia | Puntos  |
| General  | General                | General                 | General                   | General   | General    | General |
| -------- | ---------------------- | ----------------------- | ------------------------- | --------- | ---------- | ------- |
| 1.       | Sébastien Loeb         | Daniel Elena            | Citroën C4 WRC            | 3:59:38.3 | 0.0        | 25      |
| 2.       | Dani Sordo             | Diego Vallejo           | Citroën C4 WRC            | 4:00:29.6 | 51.3       | 18      |
| 3.       | Sébastien Ogier        | Julien Ingrassia        | Citroën C4 WRC            | 4:01:51.6 | 2:13.3     | 15      |
| 4.       | Jari-Matti Latvala     | Miikka Anttila          | Ford Focus RS WRC 09      | 4:02:12.2 | 2:33.9     | 12      |
| 5.       | Petter Solberg         | Chris Patterson         | Citroën C4 WRC            | 4:06:26.0 | 6:47.7     | 10      |
| 6.       | Matthew Wilson         | Scott Martin            | Ford Focus RS WRC 08      | 4:08:25.0 | 8:46.7     | 8       |
| 7.       | Kimi Räikkönen         | Kaj Lindström           | Citroën C4 WRC            | 4:08:28.8 | 8:50.5     | 6       |
| 8.       | Khalid Al Qassimi      | Michael Orr             | Ford Focus RS WRC 08      | 4:17:14.8 | 17:36.5    | 4       |
| 9.       | Mark van Eldik         | Robin Buysmans          | Subaru Impreza WRC 08     | 4:17:31.3 | 17:53.0    | 2       |
| 10.      | Patrik Sandell         | Emil Axelsson           | Škoda Fabia S2000         | 4:17:37.1 | 17:58.8    | 1       |
| JWRC     |                        |                         |                           |           |            |         |
| 1. (22.) | Hans Weijs, Jr.        | Bjorn Degandt           | Citroën C2 S1600          | 4:30:13.4 | 0.0        | 25      |
| 2. (26.) | Aaron Burkart          | André Kachel            | Suzuki Swift S1600        | 4:35:32.6 | 5:19.2     | 18      |
| 3. (30.) | Karl Kruuda            | Martin Järveoja         | Suzuki Swift S1600        | 4:41:26.1 | 11:12.7    | 15      |
| 4. (38.) | Christian Riedemann    | Josefine Corinn Beinke  | Ford Fiesta R2            | 4:50:53.4 | 20:40.0    | 12      |
| 5. (40.) | Egoi Eder Valdés López | Albert Garduno          | Renault Clio R3           | 4:58:57.0 | 28:43.6    | 10      |
| 6. (46.) | Yeray Lemes            | Rogelio Peňate          | Renault Clio S1600        | 5:05:13.3 | 34:59.9    | 8       |
| 7. (54.) | Todor Slavov           | Dobromir Filipov        | Renault Clio R3           | 5:27:34.0 | 57:20.6    | 6       |
| SWRC     |                        |                         |                           |           |            |         |
| 1. (10.) | Patrik Sandell         | Emil Axelsson           | Škoda Fabia S2000         | 4:17:37.1 | 0.0        | 25      |
| 2. (11.) | Martin Prokop          | Jan Tománek             | Ford Fiesta S2000         | 4:17:41.8 | 4.7        | 18      |
| 3. (13.) | Per-Gunnar Andersson   | Anders Fredriksson      | Škoda Fabia S2000         | 4:20:49.7 | 3:12.6     | 15      |
| 4. (14.) | Eyvind Brynildsen      | Cato Menkerud           | Škoda Fabia S2000         | 4:20:52.3 | 3:15.2     | 12      |
| 5. (15.) | Xavier Pons            | Alex Haro               | Ford Fiesta S2000         | 4:23:37.2 | 6:00.1     | 10      |
| 6. (28.) | Michał Kościuszko      | Maciek Szczepaniak      | Škoda Fabia S2000         | 4:40:48.8 | 23:11.7    | 8       |
| 7. (32.) | Bernardo Sousa         | Nuno Rodrigues da Silva | Ford Fiesta S2000         | 4:42:06.1 | 24:29.0    | 6       |
| 8. (34.) | Albert Llovera         | Borja Rozada            | Abarth Grande Punto S2000 | 4:47:17.9 | 29:40.8    | 4       |
| PWRC     |                        |                         |                           |           |            |         |
| 1. (18.) | Armindo Araújo         | Miguel Ramalho          | Mitsubishi Lancer Evo X   | 4:26:08.4 | 0.0        | 25      |
| 2. (19.) | Hayden Paddon          | John Kennard            | Mitsubishi Lancer Evo X   | 4:26:32.8 | 24.4       | 18      |
| 3. (20.) | Patrik Flodin          | Göran Bergsten          | Subaru Impreza WRX STI    | 4:28:53.5 | 2:45.1     | 15      |
| 4. (23.) | Hermann Gassner, Jr.   | Katharina Wüstenhagen   | Mitsubishi Lancer Evo IX  | 4:30:43.6 | 4:35.2     | 12      |
| 5. (31.) | Ott Tänak              | Kuldar Sikk             | Mitsubishi Lancer Evo X   | 4:41:42.0 | 15:33.6    | 10      |
| 6. (36.) | Toshi Arai             | Daniel Barritt          | Subaru Impreza WRX STI    | 4:49:35.8 | 23:27.4    | 8       |
| 7. (43.) | Nicholai Georgiou      | Joseph Matar            | Mitsubishi Lancer Evo X   | 4:59:09.6 | 33:01.2    | 6       |
| 8. (45.) | Peter Horsey           | Calvin Cooledge         | Mitsubishi Lancer Evo X   | 5:01:10.6 | 35:02.2    | 4       |
| 9. (53.) | Nuno Barroso Pereira   | Pedro Conde             | Subaru Impreza WRX STI    | 5:26:01.9 | 59:53.5    | 2       |